# Ghiacciaio Garwood
Il ghiacciaio Garwood è un piccolo ghiacciaio vallivo lungo circa 7 km situato nella regione centro occidentale della Dipendenza di Ross, nell'Antartide orientale. Il ghiacciaio, il cui punto più alto si trova a circa 1000 m s.l.m., si trova in particolare sul versante nord-orientale dei colli Denton, sulla costa di Scott, da dove fluisce verso sud, a partire dal versante meridionale del picco Williams, fino a terminare il proprio percorso nell'entroterra della valle di Garwood, vicino al termine del ghiacciaio Joyce, di cui si ritiene che il Garwood, in periodi di maggiore glaciazione, sia stato un tributario.

## Storia
Il ghiacciaio Garwood è stato scoperto e mappato durante la Spedizione Discovery (1901-04), ma così battezzato solo nel 1911, quando Thomas Griffith Taylor, della Spedizione Terra Nova (1910-13), gli diede il suo attuale nome in onore di Edmund J. Garwood, professore di geologia e mineralogia all'Università di Londra.